# كريستيان إيليك
كريستيان إيليك (بالألمانية: Christian Ilić)‏ هو لاعب كرة قدم نمساوي، ولد في 22 يوليو 1996 في Friesach ‏ في النمسا. لعب مع SC Weiz ‏.

## وصلات خارجية
- كريستيان إيليك على موقع قاعدة بيانات كرة القدم.إي يو (الإنجليزية)
- كريستيان إيليك على موقع Soccerway.com (الإنجليزية)
- كريستيان إيليك على موقع عالم كرة القدم.نت (الإنجليزية)